# 黒い雨 (小説)
『黒い雨』（くろいあめ）は、井伏鱒二の小説である。
雑誌『新潮』で1965年1月号より同年9月号まで連載、1966年に新潮社より刊行された。連載当初は『姪の結婚』という題名であったが、連載途中で『黒い雨』に改題された。1966年に第19回野間文芸賞を受賞した。
被爆者・重松静馬の『重松日記』と被爆軍医・岩竹博の『岩竹手記』を基にした作品であり、主人公の名前も重松静馬の名を基にしている。『重松日記』は井伏の死後、2001年に筑摩書房から刊行された。

## あらすじ
広島市への原子爆弾投下より数年後の広島県東部、神石郡小畠村。閑間重松（しずま・しげまつ）とシゲ子の夫妻は戦時中広島市内で被爆し、その後遺症で重労働をこなすことができない。養生のために散歩や魚釣りをすれば、口さがない村人から怠け者扱いされる。やるかたない重松は、村在住の被爆者仲間を説得し、鯉の養殖を始めようとする。
一方で重松は、同居する姪・矢須子のことで頭を痛めていた。婚期を迎えた彼女だが、縁談が持ち上がるたびに被爆者であるという噂が立ち、縁遠いままなのである。昭和20年8月6日朝、重松は広島市内横川駅、シゲ子は市内千田町の自宅でそれぞれ被爆したものの、矢須子は社用で爆心地より遠く離れた場所におり、直接被爆はしていない。しかし、縁談が持ち上がるたびに「市内で勤労奉仕中、被爆した被爆者」とのデマが流れ、破談が繰り返されていた。そんな折、矢須子にまたとない良い縁談が持ち上がる。この話をぜひともまとめたい重松は、彼女に厳重な健康診断を受けさせた上、昭和20年8月当時の自身の日記を取り出して清書しようとする。矢須子が原爆炸裂時、広島市内とは別の場所にいた＝被爆者ではないことを証明するためだった。
しかし実際には、矢須子は重松夫婦の安否を確かめるため船で広島市に向かう途中、瀬戸内海上で黒い雨を浴びていた。しかも再会した重松らと燃え上がる広島市内を逃げ回ったため、結果として残留放射線も浴びていた。この事実を重松が書くべきか悩んでいる折、矢須子は原爆症を発病。医師の必死の治療もむなしく病状は悪化し、縁談も結局破談になってしまう。
昭和20年8月15日までの日記を清書し終えた重松は、養殖池から向かいの山を見上げ空に奇跡の虹を想像し、その虹に矢須子の回復を祈るのだった。

## 逸話
井伏は当初、重松の姪の日記を借りて執筆するつもりでいたが、その日記は遺族によって処分済みだったため、やむなく叔父の重松の日記を借りたという。猪瀬直樹は、これが原因でタイトルの変更や姪の縁談のために叔父が日記を清書するという、「なしくずし的」な展開になったと推測している。

## 翻訳
小説『黒い雨』の外国語への翻訳は次の通り。 (翻訳言語：翻訳書名 / 翻訳者 (翻訳年))

### アジアの言語
- ウズベク語：Kora emgir / N. Zuraeva et al (1983)
- ウルドゥー語：Kali barish / Ajmal Kama (1993)[6]
- 韓国語：검은 비 / 김춘일 (1999)[7]
- 中国語：黑雨 / 柯毅文, 颜景镐 (1982)[8]
- マレー語：Hujan Hitam / Fatimah Zainal ; Zulkifli Ahmad (1993)[9]

### ヨーロッパの言語
- イタリア語：La pioggia nera / Luisa Bienati (1993, 1995)[10]
- 英語：Black rain / ジョン・ベスター (1967, 1968, 1971, 1978)[11]
- オランダ語：Zwaete regen / Ronald Cohen (1988, 1995)[12]
- スウェーデン語：Svart regn / Hans-Jacob Nillsson (1984)[13]
- スペイン語：Lluvia negra / Héctor C. Rueda de León (1987)[14]
- スペイン語：Lluvia Negra / Pedro Tena (2007)[15]
- セルビア語：Crna kisa nad Hirosimom / Dejan Razic (1982)[16]
- チェコ語：Cerny dest / Ivan Krousky (1978)[17]
- ドイツ語：Schwarzer Regen / Otto Brandstaedter (1974, 1984, 1985, 1995)[18]
- ノルウェー語：Sort regn / ヒエル・リースヴィーク（英語版） (1982)[19]
- ハンガリー語：A fekete eso / David Gabor (1978)[20]
- フィンランド語：Musta sade / Jussi Nousiainen (1982)
- フランス語：Pluie noire / Takeko Tamura, Colette Yugué (1972, 2004)[21]
- ブルガリア語：Ceren dazd / Dora Barova (1982)
- ポーランド語：Czarny deszcz / ミコワイ・メラノヴィチ（ポーランド語版） (1971)[22]
- ポルトガル語：Chuva negra  / Reinaldo Guarany (1988)[23]
- ポルトガル語：Chuva negra / Jefferson José Teixeira (2011)
- ロシア語：Чёрный дождь / Борис Раскин (1979, 1981, 1985)[24]

## ドラマ
1983年8月20日に日本テレビ系列で放送された『24時間テレビ 「愛は地球を救う」』の中で、『黒い雨・姪の結婚』という題名で単発ドラマ化された。

### キャスト
- 閑間重松：森繁久彌
- 閑間シゲ子：奈良岡朋子
- 閑間矢須子：中井貴恵
- 下元勉
- 宮口精二
- 本田博太郎
- 原ひさ子

### スタッフ
- 脚本：高橋玄洋
- 演出：真船禎
- 音楽：宮川泰

| 日本テレビ系 24時間テレビスペシャルドラマ | 日本テレビ系 24時間テレビスペシャルドラマ | 日本テレビ系 24時間テレビスペシャルドラマ |
| 前番組                                    | 番組名                                    | 次番組                                    |
| ----------------------------------------- | ----------------------------------------- | ----------------------------------------- |
| スリーマンにアタック!                     | 黒い雨・姪の結婚                          | さよならは涙を拭いてから                  |

## 映画
1989年に今村昌平監督で映画化された。